# Kurate (Fukuoka)
Kurate (jap. 鞍手町 Kurate-machi) ist eine Gemeinde im Landkreis Kurate in der Präfektur Fukuoka, Japan.
Die Stadt Kurate hat 17.192 Einwohner (Stand: 1. November 2009). 
Die Fläche liegt bei 35,58 km² und die Einwohnerdichte beträgt etwa 483 Personen pro km².

## Angrenzende Städte und Gemeinden
- Kitakyūshū
- Nōgata
- Miyawaka
- Nakama
- Munakata
- Onga